# Amazoromus cristus
Amazoromus cristus är en spindelart som först beskrevs av Norman I. Platnick och Hubert Höfer 1990.  Amazoromus cristus ingår i släktet Amazoromus och familjen plattbuksspindlar. Inga underarter finns listade i Catalogue of Life.